# 2145 Блаау
2145 Блаау (2145 Blaauw) — астероїд головного поясу, відкритий 24 жовтня 1976 року.
Тіссеранів параметр щодо Юпітера — 3,130.